# Sindrome centro-midollare di Schneider
La sindrome centro-midollare di Schneider è un quadro clinico conseguente a una lesione spinale del midollo cervicale. È stato descritta la prima volta nel 1954. Si presenta soprattutto nei pazienti anziani con spondilosi cervicale, ma può manifestarsi anche nei giovani.
Si tratta della più comune sindrome da lesione spinale incompleta di origine traumatica, rappresentando il 9% della casistica. La prognosi è solitamente buona, con buon recupero neurologico e funzionale per gradi non severi; tuttavia l'età, la presenza di comorbilità e l'estensione della lesione possono influire sulla durata del ricovero.

## Eziologia
Nei pazienti anziani si presenta spesso come conseguenza di una lesione da iperestensione in concomitanza a spondilosi cervicale di vecchia data. Tuttavia, tale condizione non è esclusiva dell'età avanzata, me può presentarsi anche nei giovani, tipicamente come conseguenza di un trauma importante o di un'instabilità delle vertebre cervicali. Si è sempre ritenuto che il danno al midollo spinale derivi dalla contusione o dalla concussione del midollo con stasi del flusso assoplasmatico, cui consegue edema ed ematomielia. Studi più recenti, condotti su reperti autoptici, hanno dimostrato che la sindrome può essere causata da un'emorragia localizzata nella parte centrale del midollo, condizione che porta a una prognosi meno favorevole. È stata osservata, inoltre, una correlazione tra la sindrome centro-midollare e il disfacimento selettivo degli assoni del corno laterale del midollo spinale a livello della lesione, con preservazione della materia grigia.

## Clinica
Il quadro clinico è caratterizzato da un deficit motorio sproporzionatamente maggiore nell'arto superiore rispetto all'arto inferiore, e da un grado variabile di perdita di sensibilità sotto al livello della lesione, associato a disfunzioni della vescica e a ritenzione urinaria. Si differenzia dalla lesione completa del midollo spinale, in cui è presente una perdita totale delle funzioni motorie e sensitive al di sotto della lesione.

## Trattamento

### Conservativo
In molti casi il trattamento conservativo consente un miglioramento del quadro neurologico. Il primo passo è il ricovero in unità di terapia intensiva e l'immobilizzazione della colonna con collarino cervicale con lo scopo di prevenire ulteriori lesioni. Questi viene mantenuto in sede per circa sei settimane, fino a quando il paziente non riferisca una riduzione del dolore e dei sintomi neurologici. La riabilitazione può iniziare già durante il ricovero, con sedute di fisioterapia e terapia occupazionale con lo scopo di mantenere la funzione muscolare. La prognosi riabilitativa, nonché l'organizzazione della tabella di marcia, sono basati sul grado di indebolimento neurologico, sui livelli di indipendenza e di cura di sé del paziente e sulla sua mobilità.
È stato osservato che la somministrazione, nei pazienti con sindrome centro-midollare, di input sensoriali ripetitivi e specifici, favoriscono l'output motorio, mediante l'incorporazione, da parte del midollo spinale, di informazioni sensoriali sovraspinali e afferenti, grazie alla cosiddetta plasticità cerebrale. Tra le attività che stimolano la plasticità dipendente dall'attività sono comprese il training locomotore, il potenziamento muscolare e l'uso della cyclette.

### Chirurgico
Il trattamento chirurgico è da riservarsi a quei pazienti che dimostrino un'aumentata instabilità della colonna cervicale e quando il trattamento conservativo non sia possibile o abbia fallito. Può rendersi inoltre necessario con la perdita ingravescente delle funzioni neurologiche in pazienti peraltro stabili, o in coloro che necessitino di decompressione spinale.